# Greve dos professores no Colorado em 2018
A greve dos professores do Colorado de 2018 foi uma greve de duas semanas e meia que começou em 27 de abril de 2018, com os professores de alguns distritos do estado saindo em protesto contra os baixos salários, os baixos gastos com educação em todo o estado e a má administração da pensão dos professores do estado. A greve foi encerrada em 12 de maio de 2018 com um acordo entre o sindicato dos professores e as autoridades escolares para um aumento salarial de 2%. A greve fez parte de uma onda maior de greves de professores nos Estados Unidos, onde ocorreram protestos na Virgínia Ocidental, em Oklahoma e no Arizona.

## Contexto

### Situação da educação pública no Colorado
A Associação de Educação do Colorado afirma que os salários dos professores, descontada a inflação, caíram 17% nos últimos 15 anos e que o estado subfinanciou a educação em 6,6 bilhões de dólares desde 2009 ao não implementar uma emenda constitucional que exige que o financiamento da educação cresça no ritmo da inflação.

### Custos previdenciários
Um dos maiores motivos para a redução do salário dos professores e da verba para as escolas é a grande quantidade de dinheiro desviada dos orçamentos atuais para pagar as obrigações previdenciárias não financiadas dos educadores.  Por exemplo: “No Colorado, os pagamentos do distrito escolar para o fundo de pensão público praticamente dobraram desde 2006, de cerca de 10% da folha de pagamento para 20%".
Um estudo de 2016 constatou que apenas 30% do dinheiro que os distritos escolares pagam para os benefícios de aposentadoria de um educador realmente vão para a pensão desse educador, sendo que 70% são usados para pagar dívidas não financiadas nesse sistema de pensão. "A disparidade é duas vezes maior no Colorado. Apenas 3 em cada 20 dólares gastos por professor vão para sua aposentadoria, de acordo com uma análise do sistema de aposentadoria do estado.

## Greve
A greve começou em 27 de abril. Naquele dia, 10 distritos escolares foram fechados no estado devido à greve.
O financiamento da educação em diferentes estados dos Estados Unidos tornou-se um tema controverso. No início de 2018, professores dos estados do Arizona, Colorado, Carolina do Norte, Oklahoma e Virgínia Ocidental realizaram greves. No Colorado, os protestos ocorreram devido aos baixos salários dos professores e benefícios insuficientes. Os professores do estado foram representados pela Associação de Educação do Colorado (CEA), que enfrentou a oposição de autoridades governamentais estaduais.
A CEA exigia um aumento salarial de 2% e um ajuste significativo e favorável na Associação de Aposentadoria dos Funcionários Públicos do Colorado (PERA). Em resposta, em 20 de abril de 2018, os republicanos, o senador Bob Gardner [en] e o representante Paul Lundeen [en] apresentaram o Projeto de Lei do Senado 18-264. Gardner e Lundeen tinham a intenção de desencorajar os professores de realizarem protestos. “O projeto de lei proíbe professores e organizações de professores de escolas públicas de, direta ou indiretamente, induzir, instigar, encorajar, autorizar, ratificar ou participar de uma greve contra qualquer empregador de escola pública”.
No entanto, o Projeto de Lei do Senado 18-264 foi amplamente criticado e rejeitado. Apesar da ameaça imposta pelo projeto de lei, os professores do Colorado iniciaram a greve em 27 de abril de 2018 e continuaram até 12 de maio de 2018. Ao final, o governo estadual do Colorado concordou em conceder um aumento salarial de 2% aos professores.

## Reações de representantes oficiais
Dois senadores estaduais republicanos, Bob Gardner e Paul Lundeen, responderam propondo um projeto de lei que multaria os professores em 5 000 mil dólares por dia de greve e mandaria os professores para a prisão por seis meses por fazerem greve. O projeto de lei foi recebido com duras críticas e foi morto no subcomitê em 30 de abril, embora Gardner tenha indicado que consideraria reintroduzir o projeto de lei em 2019, caso houvesse uma greve.

Em 30 de abril, o governador democrata John Hickenlooper sancionou um orçamento de 28,9 bilhões de dólares. Na lei, 225 milhões foram alocados para a pensão do estado e o financiamento da educação de ensino fundamental e médio foi aumentado em 150 milhões por ano. Além disso, as faculdades e universidades públicas receberiam um aumento de 9% no financiamento do estado com o objetivo de limitar os aumentos nas taxas de ensino.